# پاتریک فلاناگان
پاتریک فلاناگان (انگلیسی: Patrick Flanagan) ورزشکار رشته طناب‌کشی اهل ایالات متحده آمریکا بود. از افتخارات وی میتوان به کسب مدال طلا در بازی‌های المپیک تابستانی ۱۹۰۴ اشاره کرد. 